# 71. pehotni polk (Italija)
71. pehotni polk Puglie (izvirno italijansko 71º Reggimento fanteria) je bil pehotni polk Kraljeve italijanske kopenske vojske.

## Zgodovina
Med prvo svetovno vojno je bil polk aktiven na soški fronti in med drugo svetovno vojno je bil nastanjen v Jugoslaviji.